# Dirk Ahrens
Dirk Ahrens (* 1971 in Neubrandenburg) ist ein deutscher Biologe und Taxonom am Museum Alexander Koenig, Bonn. Er ist auf Blatthornkäfer spezialisiert und seit dem 1. Mai 2010 neuer Kustos der Sektion Coleoptera.

## Leben
Ahrens studierte an der Ernst-Moritz-Arndt-Universität Greifswald Biologie mit dem Schwerpunkt Zoologie und Ökologie. Er schloss das Studium 1997 mit dem Diplom ab und arbeitete als wissenschaftlicher Mitarbeiter am Staatlichen Tierkundemuseum Dresden. Von 2001 bis 2004 promovierte er am Deutschen Entomologischen Institut, Eberswalde und erhielt seinen Titel von der FU Berlin. 2005 arbeitete er für die Schweizer Entwicklungszusammenarbeitsagentur Helvetas. 2006 bis 2008 war er als Post-Doktorand am Naturkundemuseum München, bevor er 2010 an das Zoologische Forschungsmuseum Koenig in Bonn ging.
Zu seinem Forschungsgebiet zählt die Molekulare Systematik von Käfern sowie die Evolutionsbiologie und die integrative Taxonomie. In wissenschaftlichen Publikationen beschrieb er bisher nahezu 500 neue Arten.

## Publikationen (Auswahl)
Darunter Monografien, Buchkapitel und Zeitschriftenaufsätze:
- M. J. T. N. Timmermans, S. Dodsworth, C. L. Culverwell, L. Bocak, D. Ahrens, D. T. J. Littlewood, J. Pons, A. P. Vogler: Why barcode? High-throughput multiplex sequencing of mitochondrial genomes for molecular systematics. In: Nucleic Acids Research. 2010, S. 1–14.
- D. Keith, E. Rössner, D. Ahrens: Zur Identität von Triodontella alni (Blanchard, 1850) und Serica luteipes Fairmaire, 1881 (Coleoptera: Scarabaeidae, Sericini). In: Entomologische Zeitschrift. 120, 2010, S. 103–107.
- E. Rössner, J. Scheuern, D. Ahrens: Onthophagus (Palaeonthophagus) medius (Kugelann, 1792)-a good western palaearctic species in the Onthophagus vacca complex (Coleoptera: Scarabaeidae: Scarabaeinae: Onthophagini). In: Zootaxa. 2629, 2010, S. 1–28.
- D. Ahrens, Y.D. Gc, P. K. Lago, P. Nagel: Seasonal fluctuation, phenology and turnover of chafer assemblages – insight to the structural plasticity of insect communities in tropical farmland (Coleoptera: Scarabaeidae). In: Agricultural and Forest Entomology. 11, 2009, S. 265–274.
- D. Ahrens, S. Fabrizi: New species of Sericini from the Eastern Himalaya and Tibet (Coleoptera, Scarabaeidae). In: M. Hartmann, M. Weipert (Hrsg.): Biodiversität und Naturausstattung im Himalaya III. Verein der Freunde und Förderer des Naturkundemuseums Erfurt e.V. Erfurt 2009, S. 249–284.
- D. Ahrens: Sericinae. In: I. Löbl, A. Smetana (Hrsg.): The Catalogue of the Order Coleoptera of the Palaearctic Region. Apollo Books, 2006, S. 229–248.
- D. Ahrens: A taxonomic review on the Serica (s. str.) MacLeay, 1819 species of Asiatic mainland (Coleoptera, Scarabaeidae, Sericini). In: Nova Supplementa Entomologica. 18, 2005, S. 1–163.
- E. Rössner, D. Ahrens: Taxonomie und Chorologie der Gattung Omaloplia, Schoenherr, 1817 (Insecta, Coleoptera, Melolonthidae, Sericini). dissertation.de – Verlag im Internet, Berlin 2004.
- D. Ahrens, V. Assing, A. Bellmann, R. Bellstedt, D. Eisinger, J. Esser, J. Frank, R. Geider, S. Gürlich, M. Hartmann, B. Klausnitzer, R. Klinger, F. Köhler, E. Konzelmann, G. Möller, L. Schmidt, P. Schnitter, D. Spitzenberg, P. Sprick, H. Terlutter: Verzeichnis der Käfer Deutschlands – Entomofauna Germanica. In: Entomologische Nachrichten und Berichte. Beiheft 4, Dresden 1998.